# 薛兆丰
薛兆丰（1968年—），客家人，出生于广东广州，中国经济学家。

## 生平
1991年毕业于深圳大学应用数学系。早年自学张五常经济学，1997年建立个人网站“制度主义时代”。2003－2008年就读于美国乔治梅森大学，获经济学博士学位。此后为西北大学法学院博士后研究员。2010－2018年任职于北京大学国家发展研究院研究员，讲授经济学原理和法律经济学课程。
2017年，薛兆丰在得到APP上开设订阅专栏《薛兆丰的经济学课》，专栏的订阅量达到25万，带来营收接近5000万。2018年参加网络综艺节目《奇葩说》第五季，任导师；2019年参加《奇葩说》第六季。2020年参加《奇葩说》第七季。

## 著作
- 《经济学的争议》，2002
- 《商业无边界——反垄断法的经济学革命》，2008
- 《经济学通识》，2009
- 《薛兆丰经济学讲义》，2018

## 言论
- “改造世界，非经济学所长；改造世界观，却是经济学的强项”
- “提升火车票价格解决春运”
- “免费才是最贵的”
- “要防止资本被工人剥削”

## 评价
2006年，薛兆丰被《南方人物周刊》评为中国十大青年领袖。
2017年，薛兆丰在得到APP上开设订阅专栏《薛兆丰的经济学课》后，其北大同事唐方方教授在微信上发文，指出薛兆丰并非北京大学正式的事业编制教授。
2018年，北京大学教授汪丁丁发文《为什么付费买到的只能是三流知识？》，质疑薛兆丰的学术水平，只是一个“没有毕业的经济系学生”。